# Baden Open 2005
Il Baden Open 2005 è stato un torneo di tennis facente parte della categoria ATP Challenger Series nell'ambito dell'ATP Challenger Series 2005. Il torneo si è giocato a Ettlingen in Germania dal 23 al 29 maggio 2005 su campi in terra rossa.

## Vincitori

### Singolare
Adrián García ha battuto in finale  Marc López con il punteggio di 6–4, 6–4

### Doppio
Marc López /  Albert Portas hanno battuto in finale  Jeroen Masson /  Gabriel Trujillo Soler con il punteggio di 3–6, 6–1, 7–5